# トーマス・イアン・ニコラス
トーマス・イアン・ニコラス（Thomas Ian Nicholas、1980年7月10日 - ）は、アメリカ合衆国の俳優、ミュージシャン。ネバダ州出身。

## 出演作品
- アメリカン・パイパイパイ！完結編　俺たちの同騒会（ケヴィン）
- フロム・ザ・ラビリンス
- レディ・トランスボーダー
- グレイズ・アナトミー２　恋の解剖学
- ミディアム　霊能者アリソン・デュボア
- アメリカン・パイ3:ウェディング大作戦
- ルールズ・オブ・アトラクション
- ハロウィン　レザレクション
- ラブ・ロマンスができるまで
- アメリカン・サマー・ストーリー
- エアブレイク
- アメリカン・パイ
- タイムマスター／アラジンの秘宝
- デスロウ
- タイムマスター／時空（とき）をかける少年
- がんばれ!ルーキー
- 心臓が凍る瞬間
- ラジオ・フライヤー